# Piptadenia pteroclada
Piptadenia pteroclada är en ärtväxtart som beskrevs av George Bentham. Piptadenia pteroclada ingår i släktet Piptadenia och familjen ärtväxter. Inga underarter finns listade i Catalogue of Life.